# Знаменка (Хлевенский район)
Зна́менка — деревня Синдякинского сельсовета Хлевенского района Липецкой области.

## Инфраструктура
Улицы — Разина и Степная.

## Население
| 2009 | 2010 |
| ---- | ---- |
| 36   | ↗38  |